# Cratere Veronica
Veronica  è un cratere sulla superficie di Venere.